# Unforgettable (Fernsehserie)/Episodenliste

Logo zur Serie

Diese Episodenliste enthält alle Episoden der US-amerikanischen Krimiserie Unforgettable, sortiert nach der US-amerikanischen Erstausstrahlung. Die Fernsehserie umfasst vier Staffeln mit 61 Episoden.

## Übersicht
| Staffel | Episodenanzahl | Erstausstrahlung USA | Erstausstrahlung USA | Deutschsprachige Erstausstrahlung | Deutschsprachige Erstausstrahlung |
| Staffel | Episodenanzahl | Staffelpremiere      | Staffelfinale        | Staffelpremiere                   | Staffelfinale                     |
| ------- | -------------- | -------------------- | -------------------- | --------------------------------- | --------------------------------- |
| 1       | 22             | 20. September 2011   | 8. Mai 2012          | 8. Mai 2012                       | 18. Dezember 2012                 |
| 2       | 13             | 28. Juli 2013        | 9. Mai 2014          | 26. November 2013                 | 18. Februar 2014                  |
| 3       | 13             | 29. Juni 2014        | 14. September 2014   | 9. Oktober 2014                   | 1. Januar 2015                    |
| 4       | 13             | 27. November 2015    | 22. Januar 2016      | 11. Februar 2016                  | 5. Mai 2016                       |

## Staffel 1
Die Erstausstrahlung der ersten Staffel war vom 20. September 2011 bis zum 8. Mai 2012 auf dem US-amerikanischen Fernsehsender CBS zu sehen. Die deutschsprachige Erstausstrahlung erfolgte durch den Sender Glitz* im Zeitraum 8. Mai bis 18. Dezember 2012.

| Nr. Gesamt | Nr. Staffel | Deutscher Titel           | Originaltitel            | Erstausstrahlung USA | deutschsprachige Erstausstrahlung | Regisseur         | Drehbuchschreiber                            | Quoten (USA) |
| 1          | 1           | Kein Vergessen            | Pilot                    | 20. Sept. 2011       | 8. Mai 2012                       | Niels Arden Oplev | Ed Redlich & John Bellucci                   | 14,09 Mio.   |
| 2          | 2           | Helden                    | Heroes                   | 27. Sept. 2011       | 15. Mai 2012                      | Niels Arden Oplev | Sherri Cooper & Jennifer Levin               | 12,4 Mio.    |
| 3          | 3           | Der letzte Check Out      | Check Out Time           | 4. Okt. 2011         | 22. Mai 2012                      | John Coles        | Joan B. Weiss                                | 11,58 Mio.   |
| 4          | 4           | In Flammen                | Up In Flames             | 11. Okt. 2011        | 29. Mai 2012                      | Martha Mitchell   | Michael Foley & Erik Oleson                  | 11,72 Mio.   |
| 5          | 5           | Interne Ermittlung        | With Honor               | 18. Okt. 2011        | 5. Juni 2012                      | Peter Werner      | Erik Oleson                                  | 11,88 Mio.   |
| 6          | 6           | Das It-Girl               | Friended                 | 25. Okt. 2011        | 12. Juni 2012                     | Niels Arden Oplev | Sherri Cooper & Jennifer Levin               | 11,25 Mio.   |
| 7          | 7           | Der ehrliche Tod          | Road Block               | 1. Nov. 2011         | 19. Juni 2012                     | Jean de Segonzac  | Heather Bellson & Christal Henry             | 11,30 Mio.   |
| 8          | 8           | Alle unsere Sachen        | Lost Things              | 8. Nov. 2011         | 26. Juni 2012                     | John F. Showalter | Jan Nash, John Belucci & Ed Redlich          | 11,72 Mio.   |
| 9          | 9           | Der goldene Vogel         | Golden Bird              | 15. Nov. 2011        | 3. Juli 2012                      | Paul Holahan      | Michael Foley                                | 11,37 Mio.   |
| 10         | 10          | Flugbahnen                | Trajectories             | 22. Nov. 2011        | 10. Juli 2012                     | Anna Foerster     | Erik Oleson                                  | 10,20 Mio.   |
| 11         | 11          | Stimmen im Kopf           | Spirited Away            | 13. Dez. 2011        | 17. Juli 2012                     | Karen Gaviola     | Joan B. Weiss                                | 11,30 Mio.   |
| 12         | 12          | Der Schmetterlingseffekt  | Butterfly Effect         | 3. Jan. 2012         | 9. Okt. 2012                      | Jace Alexander    | Sam Montgomery                               | 11,88 Mio.   |
| 13         | 13          | Die Bruderschaft          | Brotherhood              | 10. Jan. 2012        | 16. Okt. 2012                     | John David Coles  | Jim Adler                                    | 11,25 Mio.   |
| 14         | 14          | Fred                      | Carrie’s Caller          | 7. Febr. 2012        | 23. Okt. 2012                     | Aaron Lipstadt    | Ed Redlich, John Bellucci & J. Robert Lennon | 11,86 Mio.   |
| 15         | 15          | Der König von City Island | The Following Sea        | 14. Febr. 2012       | 30. Okt. 2012                     | Oz Scott          | Jan Nash & Michael Foley                     | 11,03 Mio.   |
| 16         | 16          | Gebrochene Herzen         | Heartbreak               | 21. Febr. 2012       | 6. Nov. 2012                      | Anna Foerster     | Spencer Hudnut                               | 10,70 Mio.   |
| 17         | 17          | Sackgassen                | Blind Alleys             | 28. Febr. 2012       | 13. Nov. 2012                     | Peter Werner      | Erik Oleson & Heather Bellson                | 9,93 Mio.    |
| 18         | 18          | Fred ist zurück           | The Comeback             | 20. März 2012        | 20. Nov. 2012                     | Jean de Segonzac  | Michael Foley & Christal Henry               | 11,32 Mio.   |
| 19         | 19          | Nah am Feuer              | Allegiances              | 27. März 2012        | 27. Nov. 2012                     | Oz Scott          | Joan B. Weiss                                | 10,51 Mio.   |
| 20         | 20          | Die Bombe                 | You Are Here             | 10. Apr. 2012        | 4. Dez. 2012                      | Jean de Segonzac  | Jim Adler                                    | 9,45 Mio.    |
| 21         | 21          | Freds Endspiel            | Endgame (1)              | 1. Mai 2012          | 11. Dez. 2012                     | Ken Girotti       | Jan Nash & Steven Maeda                      | 10,66 Mio.   |
| 22         | 22          | Der Mann im Wald          | The Man in the Woods (2) | 8. Mai 2012          | 18. Dez. 2012                     | John David Coles  | Ed Redlich & John Bellucci                   | 10,84 Mio.   |

### Folge 1Kein Vergessen
Carrie Wells erwacht durch Schreie aus dem Schlaf und findet ihre Nachbarin Catherine Grant (Sofia Jean Gomez), die unter verschiedenen Namen auftrat, erstochen vor dem Haus. Ihr ehemaliger Freund und Partner Lt. Al Burns ermittelt in diesem Fall und trifft so auch auf Carrie. Al bittet sie, ihn in diesem Fall zu unterstützen. Durch ein fehlendes Bild an Catherines Wand, das Carrie, die einmal in der Wohnung war, rekapitulieren soll, ergibt sich eine Spur. Das Bild zeigt Catherine und eine weitere Frau. Carrie versetzt sich zurück in die Mordnacht und es gelingt ihr, das Mordmesser zu finden. Die Mitarbeiter Al Burns sind mehr als erstaunt von Carries Fähigkeiten. Auf Catherines Handy sind diverse Anrufe zwischen ihr und einem Steve Latman (Timothy Adams) verzeichnet, einem angesehenen Anwalt. Steve ist gerade im Begriff zu heiraten. Seine Verlobte, Miss Wendy Wilson (Roxanna Hope), ist die Frau, die Carrie auf dem Foto in Catherines Wohnung gesehen hat. Carrie gelingt es, Zugang zu Wendy Wilson, die in Wirklichkeit Melody Evans heißt, zu finden, sie war eine enge Freundin von Catherine. Catherines richtiger Name war Orthia. Sie stammte aus Minsk und kam in den USA in eine Familie, in der sie Prügel einstecken musste und vom Hausherrn vergewaltigt wurde. Wendy erzählt, dass sie von Catherine wusste, dass sie diesen Kerl von damals wiedergetroffen habe und ihn seitdem erpresste. Die Polizei macht den Mann, einen gewissen Frank Harbert (Brian O’Neill), ausfindig. Er gibt die Erpressung zu. Als er nicht mehr habe zahlen wollen, sei sie ausgerastet, da hätte ein Messer gelegen und dann hätte er zugestochen. Carrie sucht Frank Harberts Sohn Ken (Tom Guiry) auf, am Schritt hat sie erkannt, dass der alte Harbert nicht der Täter sein kann, sie sagt seinem Sohn auf den Kopf zu, dass sie ihn für den Mörder halte. Er gibt die Tat zu und schreit, dass Carrie aufhören solle, sie Catherine Grant zu nennen, sie sei nur eine russische Hure gewesen, die sie aufgenommen hätten und so hätte sie es ihnen gedankt. Der Mann rastet völlig aus und greift Carrie an. Sie ist in ernsthafter Gefahr. Im letzten Moment kann der hinzugekommene Al Burns helfend eingreifen.

### Folge 2Helden
Carrie Wells sucht mit Al Burns das Einfamilienhaus des Ehepaars Seiferth auf. Ann Seiferth, eine Anästhesistin und ihr Ehemann Joel, Betreiber eines Jim-Beam-Centers, wurden ermordet aufgefunden. Man schoss ihnen jeweils eine Kugel in Kopf und Brust. Durch Carries Intuition findet man den siebenjährigen Sohn Max (Kyle Catlett) des ermordeten Ehepaares hinter einer Plane vor der Garage des Grundstücks. Wie die Ermittlungen ergeben, war Ann Seiferth schon seit längerer Zeit vom Dienst als Ärztin freigestellt; sie war wegen fahrlässiger Tötung eines 19-jährigen angeklagt. Wie der Chefarzt der Klinik St. Michael, Dr. McCardle (David Costabile) beteuert, habe Ann sich nichts zuschulden kommen lassen. Es war nicht vorhersehbar, dass es bei dem Patienten zu einer atypischen Anaphylaxie, einer seltenen allergischen Reaktion auf die Narkose, kommen könnte. Auf Drängen der Familie des jungen Mannes, wurde Ann vorläufig vom Dienst freigestellt. Ann war von der mit dem Fall beauftragten Kommission gerade entlastet worden und sollte ihren Dienst in Kürze wieder antreten. Laut Aussage von Dr. McCardle hatte das Ehepaar in letzter Zeit finanzielle Probleme, weshalb Joel Seiferth auch gespielt habe. Bei Max Vernehmung kommt es zu Unstimmigkeiten zwischen Carrie und Al Burns jetziger Freundin, der Psychologin Elaine Margulies (Annie Parisse). Carrie bekommt heraus, dass das Handy, das man am Fuß der Treppe fand, von Max dort fallengelassen wurde, angesichts dessen, was er sah. Das Handy hatte dann die Schüsse aufgezeichnet. Als Carrie erneut mit Max reden will, er ist inzwischen bei seiner Tante Liza Newsome (Danielle Skraastad) und deren Mann Erik (Mike Houston) untergebracht, reagiert der Junge in dem Moment völlig über, als die Stimme seines Onkels ertönt. Aufgebracht verweist dieser Carrie des Hauses. Eine weitere Spur führt in ein Wettbüro und zu dem dubiosen Geldverleiher Tom Kunis (Steven Rishard), der jedoch bekundet, dass die Seiferths ihre Schulden in Höhe von 200.000 Dollar bei ihm beglichen hätten. Durch Carries außergewöhnliche Wahrnehmungsfähigkeit kommen die Ermittler einem Dr. Raker (Che Ayende) auf die Spur. Er nahm Anns Platz in der Klinik ein. Es geht um Organhandel im großen Stil. Es wird vermutet, dass Dr. McCardle der Chef eines Organschmugglernetzwerks ist. Als Carrie im Büro von Dr. McCardle ein Bild sieht, das ihn vor seinem Flugzeug zeigt, ruft sie sich das Gespräch mit Max und seine Reaktion noch einmal ins Gedächtnis und erkennt, dass nicht sein Onkel die panische Angst bei ihm ausgelöst hat, sondern ein Bild eines startenden Flugzeugs im Fernsehen analog dem von Dr. McCardle. Der Klinikchef hatte die Familie einmal auf einen Flug mitgenommen. Man nimmt an, dass Ann, nachdem ihre Schulden beglichen waren und sie ihre Stelle zurückerhalten sollte, aus dem Organhandel aussteigen wollte und McCardle sogar damit drohte, die Vorgänge öffentlich zu machen. Er erschoss dann beide Eheleute, um es nach einer Hinrichtung aussehen zu lassen. Nur Max kann den Arzt als Täter identifizieren. Carrie findet die richtigen Worte, um Max die Angst zu nehmen. Bei einer Gegenüberstellung zeigt Max auf Dr. McCardle als Täter.
Als Carrie sich wenig später im Altenheim von ihrer Mutter Alice mit den Worten verabschiedet, dass sie sie sehr lieb hätte, dreht sie sich zu Carries großer Überraschung plötzlich um und meint: „Carrie, ich hab dich auch lieb.“

### Folge 3Der letzte Check Out
In einem Hotelzimmer wird der Anwalt Brett Langley (Stephen Mailer) tot aufgefunden. Tom Martin (Ryan O’Nan), der Sicherheitschef des Hotels, bietet seine Hilfe an. Die Beamten erfahren von ihm, dass Maria Ortiz (Victoria Cartagena) gestern als letzte im Zimmer des Gastes gewesen sei. Als die Ermittler, auch Carrie Wells ist inzwischen hinzugekommen, die Lobby des Hotels betreten, läuft im Fernsehen gerade ein Bericht, in dem Maria Ortiz mit ihrer Anwältin Debi Moser (Linda Emond) zu sehen ist, die erklärt, dass ihre Mandantin sich gegen einen sexuellen Übergriff zur Wehr gesetzt habe und es dabei zu dem tödlichen Zwischenfall gekommen sei. Tatsächlich werden auf der Mordwaffe Marias Fingerabdrücke gefunden. Zur Überraschung aller meint Carrie, dass Maria lüge. Maria sagt in Gegenwart ihrer Anwältin das aus, was sie auch schon vor den Fernsehkameras bekundet hatte, und beteuert, wie leid es ihr tue. Det. Nina Inara hat herausgefunden, dass Maria Ortiz und ihrem Freund ihre letzte Stellung wegen Diebstahls gekündigt wurde. Es kommt zu einer Durchsuchung von Marias Wohnung, wobei Carrie ein Foto auffällt, das Maria mit einem hübschen lächelnden Jungen zeigt. Im Pharmakonzern Bingham Pharmaceutical, für den Brett Langley als Anwalt tätig war, zeigt man sich geschockt über den Tod des Mitarbeiters. Wie sich weiter herausstellt, wurde Langley von seinem Arbeitgeber beschattet. Als Carrie sich noch einmal die aus der Wohnung von Maria mitgenommenen Fotos anschaut, hat sie den Verdacht, dass der schwerbehinderte Junge im Rollstuhl, der auf einem Foto zu sehen ist, der lächelnde Junge ist, den das Foto mit Maria zeigt. Sie bringt Maria die Fotos zurück und fragt, ob das behinderte Kind auf dem Foto ihr Sohn sei. Maria erzählt ihr sichtlich bewegt, dass ihr Sohn in ihrer Heimat von einem Auto umgefahren worden sei, von einem reichen mächtigen Mann. Sie verstehe immer noch nicht, wie man einem Kind so etwas antun und es dann allein lassen könne. Es stellt sich heraus, dass Brett Langley auf der Suche nach seinem Sohn war. Man macht die Kindsmutter Lauren Garber (Sarah Sokolovic) ausfindig, die aussagt, dass sie ihr Kind damals zur Adoption freigegeben habe, ohne den Vater zu benennen, und bestätigt Langley als Vater des Kindes. Sie meint, dass Brett Langley sich nach seiner Krebsoperation sehr verändert habe und sich nicht mehr mit den Methoden von Pharmaceutical habe arrangieren wollen. Er habe seinen Sohn unbedingt finden wollen, da er durch die Chemobehandlung unfruchtbar geworden sei und der Kleine somit sein einziges Kind bleiben werde. Die Beamten reden mit Sandra (Heidi Armbruster) und Ian Smith (James Waterston), die Laurens Kind im Alter von zwei Tagen adoptiert haben. Sie erzählen, dass sie mit Brett Langley hätten kooperieren müssen, da Langley als Vater von der Adoption nichts wusste. Zu einer vereinbarten Besprechung sei er aber nicht gekommen. Über eine kleine gelbe Schaumstoffente findet Carrie heraus, dass Sandra und Maria sich kennen. Carrie erfährt von Sandra, dass Langley das gemeinsame Sorgerecht für seinen Sohn wollte. Maria hätte ihr und ihrem Mann helfen wollen, Langley in einem schlechten Licht dastehen zu lassen, auch da sie nicht wollte, dass wiederum ein Kind Schaden nehmen muss durch einen einflussreichen reichen Mann. Sie und ihr Mann hätten sich aber entschieden, nicht auf diese Weise um ihr Kind zu kämpfen. Maria wird festgenommen. Carrie erinnert sich an eine Quittung, die vom Tisch fiel, als sie bei Maria war. Durch diese Quittung kann nachgewiesen werden, dass Maria zur Tatzeit gar nicht im Hotel war. Man schaut sich das Videoband, das Carrie noch nicht gesehen hatte, nochmals an. Anhand von gewechselten Blumen erkennt Carrie, dass das Video nicht vom Mordabend stammen kann, sondern wahrscheinlich gestellt war. Zugang zu den Videos hat nur der Sicherheitschef des Hotels Tom Martin. Wie sich herausstellt, wollte Tom Martin Langley mit dem Video Marias unter Druck setzen, ihm ging es jedoch nicht um das Kind, sondern allein darum, von Langley 200.000 Dollar zu erpressen. Maria hatte er nach Hause geschickt. Es gab einen Streit zwischen ihm und Langley, der plötzlich nicht mehr zahlen wollte und er erschlug den Anwalt. Maria erzählt, Tom habe sie zu der Falschaussage gezwungen. Die Beamten stellen Tom Martin eine Falle, wobei Maria ihn dazu bringt, alles zu gestehen, was die Beamten im Übertragungswagen mithören können. Als Tom Martin plötzlich überreagiert und Maria würgt, sind sie da und nehmen den Mann fest. Al bedeutet Carrie, dass sie den Fall Maria Ortiz nie hätten lösen können ohne sie, solche Fälle gäbe es haufenweise, Fälle, die nur ihre Augen sehen könnten.

### Folge 4In Flammen
Im vierten Stock eines Hauses wurde eine Leiche gefunden, Mieter der Wohnung ist ein gewisser Peter Forrest. Da Explosionsgefahr besteht, muss Carrie Wells die Wohnung nach wenigen Minuten, in denen sie sich aufmerksam umgesehen hat, wieder verlassen. Kaum sind Al Burns und sie auf der Straße, gibt es eine gewaltige Explosion im vierten Stock des Gebäudes. „Den Tatort können wir dann wohl abschreiben“, meint Det. Mike Costello. „Nein“, erwidert Carrie, „schon okay, alles gesehen.“ Der Tote ist tatsächlich der Börsenmakler Peter Forrest. Laut Mietvertrag war Forrest Vizepräsident von Sims Bennett, einem sehr erfolgreichen Unternehmen der Finanzbranche. Als Carrie den Namen “Sims Bennett” hört, meint sie, dass in Forrest Wohnung jemand Akten von Sims Bennett geschreddert habe. Sie habe nur die Initialen “H H” erkennen können, da etwas die vollständige Schrift verdeckt habe. Al redet mit dem Bezirksstaatsanwalt Adam Gilroy (Omar Metwally), der sich jeden Fall schnappe, der Schlagzeilen mache, wie Al meint. Ermittlungen in Forrests Büro, bei denen ihnen das Konto “Howard Hinkel” präsentiert wird, bringen Al und seine Leute ebenso wenig weiter, wie ein Hinweis auf einen Kunden namens Isaac Brezner (Maury Ginsberg). Allison Forrest (Angela Christian), Peters Frau, wird vernommen. Sie bestätigt, dass sie und ihr Mann getrennt gelebt, aber über eine Versöhnung nachgedacht hätten. Ihr Mann habe ihr vor ca. drei Monaten gesagt, dass er dabei sei, sein Leben zu ändern. Er habe ihr erzählt, dass er sich für wohltätige Organisationen engagiere und hätte sogar eine Therapie gemacht. Er habe sie um eine letzte Chance gebeten. Det. Nina Inara hakt nach, ob es keine andere Frau gegeben habe. Vielleicht sei sie ja gegen eine Versöhnung der Eheleute gewesen. Allison Forrest meint, es hätte eine Frau gegeben, die manchmal sogar nachts angerufen habe, Peter hätte sie angeschrien, sie beide endlich in Ruhe zu lassen. Die Ermittler stellen fest, dass die nächtlichen Anrufe bei Sims Bennett aus dem Büro einer gewissen Claire Hewson, einer Assistentin in Forrests Abteilung, kamen. Sie wurde vor ca. drei Wochen entlassen. Zu diesem Zeitpunkt fingen die Anrufe an. Als die Beamten Hewsons Wohnung öffnen, finden sie die Frau mit zwei Schüssen in der Brust tot vor. Nina stößt auf ein Schmucketui mit einem Ring und einem Zettel „Liebste Claire, sei auf ewig mein.“ In der Wohnung fällt Carrie ein Becher mit den Buchstaben “HyH” auf. Sie erinnert sich an die Initialen in Forrests Wohnung, wo das “y” verdeckt war. Die Buchstaben stehen für “Help your Home”, eine Stiftung, die straffällige Mitglieder unterstützt, wenn sie aus dem Gefängnis entlassen werden. Peter Forrest hatte der Stiftung seinerzeit zur Gemeinnützigkeit verholfen und ihr Vermögen verwaltet und vermehrt. Vor drei Tagen hatte Forrest dieses Konto aufgelöst. Wo aber ist das Geld abgeblieben? Der Chef von “Help your Home”, Pablo Hortua (José Soto), sitzt im Gefängnis – lebenslänglich. Carrie und Al suchen ihn dort auf. Er erzählt, dass er sich seinerzeit an Peter gewandt habe, Peter ihm aber nach einer Zeit der erfolgreichen Zusammenarbeit bedeutet habe, dass er nicht mehr die nötige Zeit für die Stiftung aufbringen könne. Man habe sich getrennt und das Geld sei von Forrest auf eine andere Bank überwiesen worden. Weitere Ermittlungen ergeben, dass der Ring, den man bei Hewson gefunden hatte, gar nicht von Forrest, sondern von Claires Ex-Freund Sgt. Patrick Woodson Adam McNulty gekauft worden war. Wie sich herausstellt, wurde die Explosion zwei Etagen über der Wohnung von Forrest von seinem Mörder absichtlich herbeigeführt, um ihm die Möglichkeit zu geben, im allgemeinen Getümmel unauffällig verschwinden zu können. Er hatte nicht einkalkuliert, dass die Polizei so schnell am Tatort sein würde. Carrie rekapituliert die Zeit ihrer Ankunft am Tatort. Sie sieht Ramon Garza (Eden Marryshow), der bei dem Gespräch mit Hortua zugegen war und ebenfalls der Stiftung “HyH” angehört. Al hält das für unmöglich, da der Mann im Hochsicherheitstrakt einsitze. Carrie jedoch weiß, was sie gesehen hat. Ein Gespräch Carries mit dem Gefängniswärter Officer Dennis Halsey (Chris Bauer) bringt sie zwar nicht weiter, als er jedoch mit seinem Auto mit dem Kennzeichen VKT 670 davonfährt, erinnert Carrie sich, dass dieses Auto, als sie zum Tatort kam, am Straßenrand parkte, rückblickend sieht sie auch Halsey. Sie erzählt Al und den anderen davon. Die Stiftung war auf dem aufsteigenden Ast bis Pablo Hortua sie übernommen hat. Er verwickelte das Unternehmen in Geldwäschegeschäfte. Forrest, der etwas Gutes tun wollte, musste feststellen, dass er es mit einer kriminellen Vereinigung zu tun hatte. Als er aussteigen wollte, wurde er liquidiert. Als man Halsey erneut befragt, meint er, er habe nichts zu sagen. Bei Erwähnung seiner Exfrau, wird Carrie aufmerksam, sie erinnert ein Gespräch, das Halsey führte, wobei der Satz fiel: „Ich bringe sie dir am Sonntag.“ Carrie wird klar, dass der Mann nicht um sich selbst bangt, sondern um jemand anderen. Als sie ihn unvermittelt nach seiner Tochter fragt, bricht es aus Halsey heraus, dass man seine Tochter Anna (Quinn McCogan) als Geisel habe. Auf Nachfrage meint er, dass ein Ignatio Rodriguez von der Stiftung nach dem Verhör der Inhaftierten durch die Beamten im Gefängnis gewesen sei. Die Beamten stürmen seine Wohnung und finden die kleine Anna. Halsey sagt aus, dass er Pablo Garza zu den Wohnungen von Peter Forrest und Claire Hewson gefahren habe, wo es zu den Morden kam. Staatsanwalt Gilroy hat sich inzwischen über Carrie informiert und bedeutet ihr, dass er sich auf die weitere Zusammenarbeit mit ihr freue.

### Folge 5Interne Ermittlung
Beim Bowlen stellt Lt. Al Burns Det. Carrie Wells seinen väterlichen Freund Jim Kelly (Malachy Cleary) vor. Kurz darauf fallen draußen Schüsse, zwei Polizisten, einer von ihnen ist Jim, sind niedergeschossen worden. Jim überlebt den Anschlag nicht, sein Kollege Det. Stan Moyer (Lenny Venito) trägt größere Verletzungen davon. Man hatte Jim nach draußen gelockt, weil angeblich seine Scheinwerfer am Auto brannten. Carrie rekapituliert, dass das nicht stimmte. Al will, dass sich alles auf diesen Fall konzentriert. Det. Mike Costello meint zu Carrie, dass Al diesen Fall niemals aus der Hand geben werde. Jim habe ihm einmal das Leben gerettet. Carrie ruft sich die Geräusche, die während der Schüsse zu hören waren, ins Gedächtnis und kommt zu dem Ergebnis, dass der Schütze einen Fahrer gehabt haben müsse, da die Schüsse und das Quietschen der Reifen zeitgleich gewesen seien. Als man der Wagen der Täter, der als gestohlen gemeldet wurde, auffindet, entdeckt man darin eine Bestellung aus der Snackbar des Bowlingcenters mit der Nr. 197. Carrie ruft sich das Geschehen wieder ins Gedächtnis und meint, sie habe einen der Täter sehen können, als die Nummer 197 aufgerufen wurde. Die Ermittlungen führen zu Theo Walker, einem 18 Jahre alten dunkelhäutigen jungen Mann. Theo steht mit Drogenverkauf in Verbindung und wurde von seiner Großmutter, einer ehemaligen Grundschullehrerin, der Wohnung verwiesen, weil er für einen gewissen LeShawn Doyle (Ejyp Johnson) gedealt habe. Sie habe nicht gewollt, dass ihr weiterer Enkel Malcolm (Thuliso Dingwall) dadurch auch auf die schiefe Bahn gerate. In der Wohnung der Witwe treffen die Beamten auf den internen Ermittler Lt. Willard (Gary Basaraba), der sich jedoch weigert, Al und seinen Leuten Auskunft über den Grund seiner Ermittlungen zu geben. Carrie meint zu Al, dass der Grund darin liege, dass man denke, Jim Kelly habe Dreck am Stecken. Kelly und sein Kollege Moyer waren vor ein paar Wochen hinter LeShawn Doyle wegen Doppelmordes her. Doyle, der vor 6 Jahren in die Stadt kam, ist jetzt die große Nummer in Queensbridge. Er wird wegen mehrfachen Mordes verdächtigt, aber niemand konnte ihm bisher etwas nachweisen. Al ist ungehalten wegen der internen Ermittlungen gegen seinen Freund Jim Kelly und sagt den Kollegen auch deutlich, was er davon hält. Im Gespräch mit Det. Moyer, meint dieser, einen aufrichtigeren Cop als Kelly hätte es im Dezernat nicht gegeben. Von Willard erfährt er, dass Jim Kelly im Verdacht stände, LeShawn über geplante Drogenermittlungen vorab informiert zu haben. Er verweist weiter auf die finanzielle Situation Kellys, der hoch verschuldet gewesen sei. Al verweist darauf, dass Jims Frau Sue (Deidre O’Connell) an Krebs erkrankt sei und die Versicherung nicht mehr habe zahlen wollen. Willard meint daraufhin, dann solle Al ihm einmal erklären, wie es komme, dass Kelly vor kurzem die Krankenhausrechnung seiner Frau über 27.000 Dollar auf einen Schlag beglichen habe. Al erwidert nur, dass er einfach wisse, dass Kelly sich niemals auf ein Schwein wie LeShawn eingelassen hätte. Als Al von Kellys Frau Sue weitere Auskünfte über das Geld haben will, meint sie nur, ihr Mann habe alles Finanzielle geregelt, sie wisse nicht, woher er die 27.000 Dollar gehabt habe. Sie erzählt Al auch, dass Jim in den letzten Monaten besserer Stimmung gewesen sei und häufig Akten mit nach Hause gebracht habe. Tatsächlich findet Al die betreffenden Akten und auch Drogen in Jims Haus sowie einen Drogenplan für eine von LeShawns Drogenhöhlen. Kurz darauf wird Theo Walker von Kugeln durchsiebt aufgefunden. Al und seine Truppe stellen fest, dass es überall da, wo die Polizisten Det. Richard Franco (Alfredo Narciso) und Det. Anthony Cantone (Stivi Paskoski) im Gebiet von Le Shawn tätig waren, kaum Festnahmen gab. Ihre Namen tauchen auch überall in den Fallakten auf, die Kelly mit nach Hause genommen hatte. Die beiden Beamten sind auch für die Erschießung von Theo Walker verantwortlich (angeblich habe er sich einer Festnahme widersetzt). Carrie verbreitet im Umfeld von Franco und Cantone, dass man LeShawn festgenommen habe und er sich auf einen Deal einlassen wolle. Die Ermittler finden heraus, dass Theos Partner bei dem Mord an Kelly Jerome ’J-Dog’ Dixon (Charlie Hudson III) war. Theos Bruder Malcolm meint, dass Jerome Theo in die ganze Sache hineingezogen habe, sein Bruder habe gar nicht gewusst, dass er einen “Bullen” hätte töten sollen. Jerome hätte sich in einem verlassenen Haus versteckt, das er ihnen zeigen will. Wie sich durch Det. Nina Inara herausstellt, kennen Malcolm und Moyer sich, was Carrie sehr verwundert, da sie sich bei einer Gegenüberstellung einander förmlich vorgestellt hätten, als hätten sie nie voneinander gehört. Es kommt auch zutage, dass Moyer der Großmutter Malcolms versprochen hatte, Theo nicht anzuzeigen. Beide kannten sich aus der Sportmannschaft der Polizei. Es war Moyers Idee, Malcolm vorzuladen. Moyer war vor seiner Zeit bei der Mordkommission bei der Drogenfahndung und außerdem Cantones Ausbildungsleiter. Carrie ist sich sicher, dass Moyer Al in eine Falle locken will, er arbeite mit Cantone und Franco zusammen. Tatsächlich kommen diese beiden auch zum Versteck, wo Al sich mit Det. Moyer aufhält. Al will ’J-Dog’ lebend, Moyer ist da anderer Meinung. Als ’J-Dog’ von Al erfährt, dass Stan Moyer auch anwesend ist, reagiert er entsetzt. Al versteckt sich mit ihm, Moyer, Cantone und Franco nähern sich mit gezogener Pistole. Carrie und ihre Kollegen kommen den beiden noch rechtzeitig zu Hilfe. Die korrupten Beamten werden festgenommen. Det. Willard entschuldigt sich bei Al und lässt ihn wissen, dass Jim Kelly die Krankenhausrechnung von dem Erlös, den er beim Verkauf seines Bootes erzielt habe, bezahlt habe. Al hadert mit sich, dass er – im Gegensatz zu Carrie – kurzfristig Zweifel hatte. Carrie lässt ihn wissen, dass sie keine hatte, weil sie an ihn geglaubt habe. Die Beamten des Departements trinken auf Jim Kelly, der ein guter Polizist war.

### Folge 6Das It-Girl
Ein Auto wurde leer aufgefunden und Spuren deuten darauf hin, dass ein Verbrechen geschehen ist. Det. Mike Costello meint, dass es aussähe, als sei jemand über den Boden geschleift worden. Der Wagen ist auf Harrison Publicity zugelassen. Als Carrie und Det. Roe Sanders sich in der von der Firma angemieteten Wohnung umsehen, bemerkt Carrie einige Fotos, woraufhin sich in ihrem Kopf Bilder abspulen und dann weiß sie plötzlich, dass das die Wohnung von Kelly Latimer (Kelly Deadmon) sein muss. Kelly stammt aus der berühmten Ölbaron-Familie Latimer und war früher das It-Girl Nummer eins in New York, bis ihr Ashley Phillips (Justine Lupe) den Rang ablief. Angeblich hassen sich die beiden Frauen. Harrison PR, die von Laurel Harrison (Kristen Bush) geführt wird, vertritt viele dieser Girls. Laurel wurde erst vor kurzen zum Trendspotter des Jahres gekürt. Carrie und Al erwischen Dean Claman (Patrick Heusinger), den Freund von Kelly, bei einer Lesung in einem Café. Er meint, dass Kelly eigentlich keine Freunde hätte und von ihrer Familie bekomme sie keinerlei Unterstützung, nicht ehe sie 25 sei. Kellys letzter Anruf ging an Harrison PR. Carrie meint, sie sollten undercover zu dieser Club-Eröffnung gehen, von der alle in der Branche reden würden, vielleicht würden sie da etwas erfahren. Da Al, mit Rücksicht auf seine Freundin Elaine, nicht mit ihr hingehen will, spannt sie Det. Nina Inara ein. Sie entdecken Ashley Phillips, die in einen Streit verwickelt zu sein scheint, und beginnen mit ihr ein Gespräch. Ein Obdachloser hat Kelly, im Wasser liegend, gefunden. Sie ist tot. Als sie ins Wasser fiel, war sie noch am Leben, ergeben die Untersuchungen. Wie sich herausstellt, hat Kelly sich nur als reiche Ölbaron-Erbin ausgegeben. „Selbst wenn du deine Vergangenheit wegwirfst, gibt es immer irgendetwas an dem du festhältst“, meint Carrie. Über eine Schneekugel kommen sie der jungen Frau auf die Spur. Ihr wirklicher Name ist Leanne Farley. Sie stammt aus West Virginia und wurde von ihrem Mann Joe vor 18 Monaten als vermisst gemeldet. Er hatte sie immer wieder geschlagen. Es stellt sich heraus, dass Joe sie in der vergangenen Zeit verfolgt hatte. Sie erwischen ihn im Bett mit zwei Prostituierten. Er habe bis zu diesem Zeitpunkt nicht einmal gewusst, dass sie tot sei, meint Joe Farley. 15.000 Dollar hätte sie von seinem Konto abgeräumt und dann sei sie abgehauen. Sie habe ihm aber die 15.000 plus Zinsen zurückgezahlt und außerdem habe er von ihr 150.000 Dollar bekommen und ab sofort 10.000 Dollar im Monat. Carrie und Al fragen sich, woher Kelly soviel Geld hatte. Carrie erinnert sich an Gesprächsfetzen im Club. Es gelingt ihr Trent, (Kahan James), den Geschäftsführer des Clubs, dazu zu bringen, ihr zu erzählen, dass regelmäßig Überfälle vorgetäuscht wurden, wobei dann sehr teure Schmuckstücke abhandenkamen, die allerdings zu Geld gemacht wurden. Kellys angeblich gestohlene Halskette wurde für 150.000 Dollar verkauft. Dean habe einige Zeit nach dem Überfall Fragen gestellt, er habe wohl geahnt, dass da etwas faul war. „Der 25. Dezember 2009 war kein Sonntag, sondern ein Freitag“, meint Carrie zu Dean, „ihr Roman ist nicht autobiografisch, sondern erfunden.“ Und es gibt weitere Ungereimtheiten in seinem Buch. Dean gibt zu, dass er nach dem Verschwinden von Kellys Halskette misstrauisch geworden sei und Kelly ihm ihre Geschichte erzählt habe. „Als sie ehrlich zu mir war, habe ich sie einfach im Stich gelassen“, meint er selbstanklagend. Carrie erreicht, dass Ashley zu einer Befragung im Beisein ihres Anwalts zur Verfügung stehen muss. Nach eindringlicher Befragung durch Carrie gibt Ashley plötzlich zu, dass sie und Carrie beste Freundinnen waren. Diese schlimme angebliche Feindschaft zwischen ihnen, war ein PR-Gag ihrer Agentin Laurel Harrison. Und tatsächlich seien sie dadurch berühmt geworden. Aber das sei es nicht wert gewesen. Es sei schwer für sie gewesen, dass sie Kelly noch nicht einmal aufsuchen durfte, als es ihr so schlecht ging. Sie habe dann Laurel angerufen, damit diese sich um Kelly kümmere. Carrie redet noch mit Zeke (Jason Ralph), einem Assistenten von Laurel. Zeke hat das letzte Gespräch von Kelly aufgenommen. Laurel hat mit Kelly gesprochen. Kelly hatte sie um Hilfe gebeten. Sie habe alles aufgeben und ein neues Leben anfangen wollen. Es wäre dann auch alles über Laurels Machenschaften herausgekommen, sie war auch die Drahtzieherin der fingierten Schmuckdiebstähle. Kelly, die Drogen genommen hatte, sei bei dem Gespräch auf der Bank eingeschlafen, sie sei doch sowieso schon fast tot gewesen. Laurel versucht sich einzureden, dass das, was sie dann tat, die beste Lösung für alle gewesen sei. „Sie hätte eine Freundin gebraucht“, meint Carrie nur.

### Folge 7Der ehrliche Tod
Die Nachricht einer jungen Paketbotin, die Blut unter einer Tür hat durchsickern sehen, führt zu Marshall Smith (Kevin O’Donnell), der erstochen worden ist. Der Tote hat Abwehrverletzungen an den Händen. Lt. Al Burns und sein Team werden gerufen. Die Beamten stellen fest, dass die 18 Monate alte Tochter Bianca des Mannes verschwunden ist. Burns meint, solange man die Mutter als Täterin nicht ausschließen könne, gelte sie als Hauptverdächtige. Erkundigungen bei den Nachbarn ergeben, dass Smith ein liebevoller Vater gewesen sein soll. Auch Rosario Sanchez (Sherri Saum), die beim Jugendamt für das Kind zuständig ist, bestätigt, dass Smith seine Tochter geliebt habe und bemüht war, alles richtig zu machen.
Das Team bringt in Erfahrung, dass es vor einer Woche zwischen Smith und dem Angestellten Jose Alvarez (Joey Auzenne) auf seiner Arbeitsstelle zu einem Streit gekommen sei. Wie sich später herausstellt, provozierte Smith diesen Vorfall bewusst, um seine Entlassung zu erreichen. In der Kinderkrippe der kleinen Bianca erfahren Det. Roe Sanders und Det. Nina Inara, dass Smith seine Tochter dort vor zwei Tagen abgemeldet hatte, nachdem sich ein Mann nach dem Kind erkundigt habe, ein unsympathischer großer Typ mit Mundgeruch. Ein Überwachungsvideo der Krippe zeigt Körper und Arme des Mannes, der ein auffälliges Tattoo trägt. Inzwischen hat man die Mutter von Bianca ausgemacht, es handelt sich um Angie Harris (Jo Armeniox), die seit einem Jahr wegen Drogenbesitzes einsitzt und auf ihren Prozess wartet. Det. Mike Costello meint bei ihrer Vernehmung, dass er glaube, dass sie bei denen, die ihr Stoff verkauften, hohe Schulden hatte und diese Leute deshalb Smith getötet und Bianca als Faustpfand mitgenommen hätten. Widerstrebend erzählt sie, dass der Kindsvater früher einmal bei einer Firma namens Logans Security gearbeitet habe, und dass die Angestellten dieser Firma alle ein identisches Tattoo gehabt hätten. Sie alle seien unheimlich gewesen, besonders ihr Boss. Zum Schluss bittet sie Costello Bianca zu finden, sie sei doch ihr Kind. Carrie entschuldigt sich bei Rosario Sanchez für ihr forsches Vorgehen beim ersten Gespräch und auch die Sozialarbeiterin lenkt ein. Als Sanchez Carrie etwas erzählen will, fällt ihr Blick auf einen glatzköpfigen Mann und sie macht urplötzlich einen Rückzieher. Später erkennt Carrie genau diesen Mann, bei dem es sich, wie sich noch herausstellt, um Lou Nagle (Steve Cirbus), einen Angestellten von Logans Security handelt, auf einem Foto wieder. Ganz plötzlich wird die Sozialarbeiterin zur Verdächtigen, da man feststellt, dass sie in ihrer Wohnung ein Kleinkind gehabt haben muss und sie außerdem plötzlich unauffindbar ist. Die Ermittlungen laufen darauf hinaus, dass Alex Logan, der Chef von Logan Security, Smith wahrscheinlich zwingen wollte, wieder für ihn zu arbeiten. Seine Firma steht seit Monaten unter Verdacht, Handfeuerwaffen außer Landes zu schmuggeln. Für eine anstehende Transaktion sei ihm wohl sein alter „Freund“ Smith eingefallen, der bei einem Transportdienst am Flughafen JFK arbeitete. Deshalb wollte Smith wohl mit dem provozierten Streit auch seine Kündigung erreichen.
Über eine Handyortung macht man Rosario Sanchez Aufenthaltsort ausfindig. Als Al Burns und Carrie Wells auf dem Waldgrundstück eintreffen, fallen Schüsse. Kurz darauf zielt Lou Nagle auf Carrie und wird von ihr mit einem Schuss in die Schulter außer Gefecht gesetzt. Al kümmert sich um ihn, während Carrie zur Hütte läuft, aus der man ein Kind wimmern hört. Carrie stößt dort auf Rosario Sanchez, die die kleine Bianca im Arm hält. Smith habe sie angerufen und gebeten, dass sie die Kleine für eine Nacht bei sich aufnehme. Da sie Windeln vergessen habe, sei sie noch einmal zurück zu seiner Wohnung und habe dort einen Streit zwischen ihm und zwei Typen mitbekommen. Diese hätten Smith zwingen wollen, bei Waffengeschäften mitzumachen, was er aber abgelehnt habe. An Einzelheiten könne sie sich nicht mehr erinnern. Carrie erzählt ihr daraufhin von ihrem besonderen Gedächtnis und dass sie ihr helfen könne, sich zu erinnern. Die meisten Menschen seien in der Lage, sich an viel mehr zu erinnern, als sie selbst glaubten, auch wenn sie nicht den gleichen Zugang dazu hätten wie sie selbst. Tatsächlich erinnert Sanchez sich mit Carries Hilfe, sie hört die Schreie Marshalls wieder und die Drohungen und dass er angibt, seine Tochter sei bei einer Sozialarbeiterin. In einem Spiegel sieht sie, wie zwei Männer Smith misshandeln und kann sich auch erinnern, wie der Mann aussieht, der ihn getötet hat. Lou Nagle und Alex Logan haben Smith erst misshandelt, und dann hat Logan ihn erstochen.

### Folge 8Alle unsere Sachen
Die 27-jährige Pflichtverteidigerin Mary Hanston ist von ihrer Freundin Laura (Gillian Alexy) tot aufgefunden worden. Wie es aussieht, ist der Täter durch ein hinteres Fenster eingestiegen und dann durch die Haustür geflohen. Bei der Toten fehlt die Unterwäsche. Lt. Al Burns sowie die Det. Carrie Wells und Roe Sanders treffen am Tatort ein. Carrie schließt aus ihren Beobachtungen, dass die Tote einen Mitbewohner haben muss. Von Hanstons Freundin Laura erfahren die Cops, dass der Justizangestellte Kevin McMillan (Drew Powell) seit ca. einem Jahr bei ihrer Freundin gewohnt habe. Eine Beziehung habe Mary nicht gewollt. Kevin habe ihr jedoch ein Gefühl der Sicherheit vermittelt. Als Lt. Burns eine Suchmeldung nach McMillan herausgeben will, ist es Carries Wahrnehmungsvermögen zu verdanken, dass das nicht nötig ist, da sie den blauen Blazer, der auf ihn zugelassen ist, gleich um die Ecke hat parken sehen. Auf Burns Frage, ob er Mary Hanston getötet habe, da seine Hand Blutspuren aufweist, erwidert er völlig fassungslos: „Mary ist tot?“ Und dann, auf seine blutige Hand starrend: „Ich weiß es nicht“. Er kann nicht sagen, was mit seiner Hand passiert ist. Er sei am Abend zuvor mit seinem Freund Joe Williams (Michael Arden) unterwegs gewesen. Da er zu viel getrunken habe, habe Joe ihm die Wagenschlüssel abgenommen. Was dann passiert sei, wisse er nicht mehr.
Die gerichtsmedizinische Untersuchung ergibt, dass Mary nicht vergewaltigt worden ist. Bei Sanders Telefonat mit einem befreundeten Anwalt stellt sich heraus, dass Mary einen Mandanten gehabt hat, der mehr von ihr wollte. Obwohl sie ihn abgewiesen habe, sei er des Nachts bei ihr aufgetaucht und habe sie bedrängt. Mary bat ihren Chef daraufhin, den Fall abgeben zu dürfen. Dem Typen wurde versuchter sexueller Missbrauch vorgeworfen. Ein Gespräch mit ihm bringt das Ermittlungsteam nicht weiter.
Joe Williams erscheint von sich aus im Department und bestätigt Kevin McMillans Aussage. Die Verletzung an der Hand habe er sich zugezogen, als er ein Glas auf den Tresen geknallt habe, das zersprungen sei. Außerdem erzählt er, dass sich Mary bei einem Online-Dienst namens Connection angemeldet und auch schon einige Dates gehabt habe. Es habe da einen Adam und einen Julian gegeben. Genaueres wisse er aber nicht. Wie sich herausstellt, war McMillans Alkoholpegel so hoch, dass er als Täter wohl ausfällt. Als Nina Inara meint, dass der Täter, wenn er das Fenster von außen geöffnet habe, wohl Gummiarme besessen haben müsse, rekonstruiert Carrie noch einmal, was sie am Tatort gesehen hat und kommt zu dem Ergebnis, dass die junge Anwältin ihrem Mörder die Tür geöffnet haben muss. Sie habe ihn ohne Arg hineingelassen, weil sie ihn kannte. Der gewaltsame Einbruch sei erst später inszeniert worden, um die Polizei in die Irre zu führen.
Marys Computer wird gecheckt, laut Verlauf hat sie um 1.12 Uhr nachts die Soziologische Fakultät der Fordham University aufgerufen und sechs Minuten später eine E-Mail an Kevin geschickt, in der stand: Ich muss mit dir reden, so schnell wie möglich. Komm bitte zu mir, bevor du zur Arbeit gehst. Da McMillan immer noch im Verhörraum ist, kann er seine Mails noch gar nicht durchgesehen haben. Ein Gespräch von Det. Inara mit Laura, ergibt, dass Mary erzählt habe, dass Joe Williams an der Fortham University studieren würde, auf entsprechende Fragen aber stets sehr defensiv reagiert habe. Es stellt sich heraus, dass Williams niemals an der Fortham University eingeschrieben war. Carrie ruft sich seine Vernehmung ins Gedächtnis und meint, auf dem Department sei ihm ganz plötzlich klargeworden, dass sein vorgetäuschter Einbruch nicht funktioniert habe. Daraufhin habe er Panik bekommen und den Online Flirtdienst erfunden, da ein ähnlicher Dienst gerade über den Bildschirm flimmerte und von den an die Wand gepinnten Täterfotos habe er die Namen Adam und Julian abgelesen. Über einen Schlüsselanhänger, an den Carrie sich erinnert, kommt man auf Williams Wohnung, da die von ihm genannte Adresse falsch war. Eine Besichtigung der Wohnung ergibt, dass er seine Unterkunft Hals über Kopf verlassen haben muss. Eine Schießscheibe mit unzähligen Einschüssen wird gefunden. Williams stammt ursprünglich aus Buffalo, hat sich eine neue Identität zugelegt und ganz offensichtlich einen Plan. Er wird als sehr gefährlich eingestuft. Wie sich herausstellt, sind sein Vater und sein Bruder bei einer Fabrikexplosion ums Leben gekommen. Bei diesem Brand, der auf Fahrlässigkeit des Besitzers der Fabrik Reginald Donner (Jordan Leeds) zurückgeht, sind acht Menschen gestorben. Die offizielle Strafmaßverkündung gegen ihn, die auf zwei Jahre Haft und eine Geldstrafe festgesetzt wurde, steht unmittelbar bevor. Carrie erinnert sich an den Ablaufplan, den sie im Gericht wahrgenommen hat. Mary Hanston musste sterben, weil sie Joes falsche Identität erkannt hatte und er dadurch die Vereitelung seines Planes, Donner zur Rechenschaft zu ziehen, gefährdet sah. Mit McMillan hatte er sich angefreundet, weil er dadurch jederzeit Zutritt ins Gerichtsgebäude hatte. Lou Kestler (Robert Turano), zuständig für die Sicherheit im Gerichtsgebäude, muss erst davon überzeugt werden, dass man glaubt, es komme bei der Urteilsverkündung zu einer Schießerei im Gerichtssaal. Wie sich herausstellt, ist Williams Plan jedoch der, eine Gefahrensituation zu simulieren, damit alle das Gerichtsgebäude verlassen und er sich unbehelligt Donner schnappen kann. Tatsächlich gelingt es ihm zu Donner vorzudringen und die Waffe auf ihn zu richten. Er beschuldigt ihn, seine Familie auf dem Gewissen zu haben, er habe von den unhaltbaren Zuständen in seiner Fabrik gewusst und nichts unternommen. Carrie und weitere Cops des Teams kommen dazu. Beruhigend spricht sie auf Williams ein. Er meint, Mary habe seine Lügengeschichte durchschaut und sie Kevin erzählen wollen, er hätte doch nur noch ein wenig Zeit gebraucht. Als sie gesagt habe, er solle gehen, sei er durchgedreht und habe sie gepackt, sie habe sich losgerissen und dann … er habe sie doch gar nicht töten wollen. Carrie antwortet ihm, dass sie einen Bericht über den Brand gelesen habe, sein Bruder sei bei dem Versuch gestorben, andere Menschen retten zu wollen. Ob er glaube, dass sein Vater und sein Bruder gewollt hätten, dass er so etwas tue. „Glauben Sie mir“, fährt Carrie fort, „wenn ich Ihnen sage, dass die schlechten Erinnerungen die guten auslöschen können. Und wenn Sie ihn töten, werden Sie Ihre guten Erinnerungen, das Bild Ihrer Familie, das Ihnen noch geblieben ist, immer schwerer erreichen können. Und irgendwann verschwinden diese Bilder ganz und dann erst sind Sie ganz allein und alles, was Ihnen jemals etwas bedeutet hat, ist weg, das schwöre ich Ihnen. Joe, nehmen Sie die Waffe runter, er ist es nicht wert.“ Joe senkt die Waffe und gibt auf. Gut gemacht, meint Al Burns anerkennend zu Carrie.

## Staffel 2
Die Erstausstrahlung der ersten sieben Episoden der zweiten Staffel war vom 28. Juli bis zum 8. September 2013 auf dem US-amerikanischen Fernsehsender CBS zu sehen. Die restlichen sechs Episoden der Staffel wurden vom 4. April bis zum 9. Mai 2014 ausgestrahlt. Die deutschsprachige Erstausstrahlung wurde vom 26. November 2013 bis zum 18. Februar 2014 beim Bezahlfernsehsender Glitz* gesendet.
| Nr. Gesamt | Nr. Staffel | Deutscher Titel            | Originaltitel      | Erstausstrahlung USA | deutschsprachige Erstausstrahlung | Regisseur         | Drehbuchschreiber          | Quoten (USA) |
| 23         | 1           | Zu Höherem bestimmt        | Big Time           | 28. Juli 2013        | 26. Nov. 1023                     | Jean de Segonzac  | Ed Redlich & John Bellucci | 7,15 Mio.    |
| 24         | 2           | Wer ist Mr. Kilborn?       | Incognito          | 4. Aug. 2013         | 3. Dez. 2013                      | Seith Mann        | Spencer Hudnut             | 7,10 Mio.    |
| 25         | 3           | Die Schakalin              | Day of the Jackie  | 11. Aug. 2013        | 10. Dez. 2013                     | Paul Holahan      | Wendy Battles              | 6,88 Mio.    |
| 26         | 4           | Gedächtniskönige           | Memory Kings       | 18. Aug. 2013        | 17. Dez. 2013                     | Peter Werner      | Sam Montgomery             | 6,57 Mio.    |
| 27         | 5           | Flashback                  | Past Tense         | 25. Aug. 2013        | 24. Dez. 2013                     | Matt Earl Beesley | Barry Schindel             | 6,80 Mio.    |
| 28         | 6           | Original und Fälschung     | Line Up or Shut Up | 1. Sept. 2013        | 31. Dez. 2013                     | Peter Werner      | Sam Montgomery             | 6,94 Mio.    |
| 29         | 7           | Die versunkene Stadt       | Maps and Legends   | 8. Sept. 2013        | 7. Jan. 2014                      | Jean de Segonzac  | Quinton Peeples            | 5,76 Mio.    |
| 30         | 8           | Mr. und Mrs. Smith         | Till Death         | 4. Apr. 2014         | 28. Jan. 2014                     | David Platt       | Barry M. Schkolnick        | 7,32 Mio.    |
| 31         | 9           | Die Schakalin kehrt zurück | Flesh and Blood    | 11. Apr. 2014        | 11. Febr. 2014                    | Oz Scott          | Wendy Battles              | 7,59 Mio.    |
| 32         | 10          | Menschenjagd               | Manhunt            | 18. Apr. 2014        | 14. Jan. 2014                     | Jan Eliasberg     | Barry Schindel             | 7,17 Mio.    |
| 33         | 11          | Im Sumpf von Long Island   | East of Islip      | 25. Apr. 2014        | 21. Jan. 2014                     | Rick Bota         | Spencer Hudnut             | 7,64 Mio.    |
| 34         | 12          | Omega                      | Omega Hour         | 2. Mai 2014          | 4. Febr. 2014                     | Jean de Segonzac  | Bill Chais                 | 7,59 Mio.    |
| 35         | 13          | Das Klassentreffen         | Reunion            | 9. Mai 2014          | 18. Febr. 2014                    | Paul Holahan      | John Belucci & Bill Chais  | 7,26 Mio.    |

## Staffel 3
Die Erstausstrahlung der dritten Staffel war vom 29. Juni bis zum 14. September 2014 auf dem US-amerikanischen Sender CBS zu sehen. Die deutschsprachige Erstausstrahlung sendete der deutsche Bezahlfernsehsender TNT Glitz ab dem 9. Oktober 2014.
| Nr. Gesamt | Nr. Staffel | Deutscher Titel           | Originaltitel    | Erstausstrahlung USA | deutschsprachige Erstausstrahlung | Regisseur         | Drehbuchschreiber                                           | Quoten (USA) |
| 36         | 1           | Neue Hunderter            | New Hundred      | 29. Juni 2014        | 9. Okt. 2014                      | Peter Werner      | Handlung: Ed Decter, Schauspiel: Ed Decter & Spencer Hudnut | 6,22 Mio.    |
| 37         | 2           | Mitten durchs Herz        | The Combination  | 6. Juli 2014         | 16. Okt. 2014                     | Matt Earl Beesley | Daniele Nathanson                                           | 6,20 Mio.    |
| 38         | 3           | Der Claridge Skandal      | The Haircut      | 13. Juli 2014        | 23. Okt. 2014                     | Jean de Segonzac  | Spencer Hudnut                                              | 6,02 Mio.    |
| 39         | 4           | Abgezockt                 | Cashing Out      | 20. Juli 2014        | 30. Okt. 2014                     | Jean de Segonzac  | Spencer Hudnutz                                             | 6,39 Mio.    |
| 40         | 5           | Geschmacksexplosion       | A Moveable Feast | 27. Juli 2014        | 6. Nov. 2014                      | Andy Wolk         | Gina Gold & Aurorae Khoo                                    | 6,45 Mio.    |
| 41         | 6           | Erdrückende Beweise       | Stray Bullet     | 3. Aug. 2014         | 13. Nov. 2014                     | Christine Moore   | Michael Reisz                                               | 5,67 Mio.    |
| 42         | 7           | Die drei Amigos           | Throwing Shade   | 17. Aug. 2014        | 20. Nov. 2014                     | Paul Holahan      | Michael Reisz                                               | 6,28 Mio.    |
| 43         | 8           | Die Insel                 | The Island       | 24. Aug. 2014        | 27. Nov. 2014                     | Oz Scott          | Michael Reisz                                               | 6,39 Mio.    |
| 44         | 9           | Die Aufnahmen             | Admissions       | 30. Aug. 2014        | 4. Dez. 2014                      | Michael Pressman  | Sean Crouch                                                 | 4,30 Mio.    |
| 45         | 10          | Das Schwert der Gerechten | Fire and Ice     | 31. Aug. 2014        | 11. Dez. 2014                     | Darnell Martin    | Handlung: Ed Decter, Schauspiel: Quinton Peeple             | 6,02 Mio.    |
| 46         | 11          | Die Ware Liebe            | True Identity    | 7. Sept. 2014        | 18. Dez. 2014                     | Nick Gomez        | Sean Crouch & Daniele Nathanson                             | 6,97 Mio.    |
| 47         | 12          | Immer weiter              | Moving On        | 14. Sept. 2014       | 25. Dez. 2014                     | Paul Holohan      | Handlung: Louisa Hill, Schauspiel: Spencer Hudnut           | 6,45 Mio.    |
| 48         | 13          | Vergiftet                 | DOA              | 14. Sept. 2014       | 1. Jan. 2015                      | Matt Earl Beesley | Quinton Peeples                                             | 5,78 Mio.    |

## Staffel 4
Die Erstausstrahlung der vierten Staffel war vom 27. November 2015 bis zum 22. Januar 2016 auf dem US-amerikanischen Kabelsender A&E zu sehen.
| Nr. Gesamt | Nr. Staffel | Deutscher Titel              | Originaltitel          | Erstausstrahlung USA | deutschsprachige Erstausstrahlung | Regisseur         | Drehbuchschreiber                                            | Quoten (USA) |
| 49         | 1           | Besuch aus der Vergangenheit | Blast from the Past    | 27. Nov. 2015        | 11. Febr. 2016                    | Matt Earl Beesley | Handlung: Ed Redlich & John Bellucci, Schauspiel: Bill Chais | 0,84 Mio.    |
| 50         | 2           | Die Kronzeugin               | Gut Check              | 27. Nov. 2015        | 18. Febr. 2016                    | Jace Alexander    | Spencer Hudnut                                               | 0,71 Mio.    |
| 51         | 3           | Im Schatten des Jazz         | Behind the Beat        | 4. Dez. 2015         | 25. Febr. 2016                    | Matt Earl Beesley | Karen Campbell                                               | 0,92 Mio.    |
| 52         | 4           | Der Duft des Todes           | Dollars and Scents     | 11. Dez. 2015        | 3. März 2016                      | Paul Holahan      | Timothy J. Lea                                               | 0,94 Mio.    |
| 53         | 5           | Call and Raise               | All In                 | 18. Dez. 2015        | 10. März 2016                     | Jean de Segonzac  | Bill Chais & Spencer Hudnut                                  | 1,01 Mio.    |
| 54         | 6           | Tödliche Bilder              | The Return of Eddie    | 1. Jan. 2016         | 17. März 2016                     | Paul Holahan      | Emmy Grinwis                                                 | 5,67 Mio.    |
| 55         | 7           | Angst vor nassen Füßen       | We Can Be Heroes       | 8. Jan. 2016         | 31. März 2016                     | Laura Belsey      | John Paul Roche                                              | 0,74 Mio.    |
| 56         | 8           | Tödliche Mission             | Breathing Space        | 15. Jan. 2016        | 7. Apr. 2016                      | Oz Scott          | Louisa Hill                                                  | 0,71 Mio.    |
| 57         | 9           | Sturmtief                    | Shelter from the Storm | 15. Jan. 2016        | 14. Apr. 2016                     | Andy Wolk         | Timothy J. Lea & Karen Campbell                              | 0,65 Mio.    |
| 58         | 10          | Neues Spiel, neues Unglück   | Game On                | 22. Jan. 2016        | 21. Apr. 2016                     | Kate Woods        | Jeff Pfeiffer                                                | 0,84 Mio.    |
| 59         | 11          | Zwei Personen, ein Gesicht   | About Face             | 22. Jan. 2016        | 24. März 2016                     | David Platt       | Jacob Copithorne                                             | 0,66 Mio.    |
| 60         | 12          | Einmal Cop, immer Cop        | Bad Company            | 22. Jan. 2016        | 28. Apr. 2016                     | Jamie Sheridan    | Bill Chais                                                   | 0,55 Mio.    |
| 61         | 13          | Die geheime Armee            | Paranoid Android       | 22. Januar 2016      | 5. Mai 2016                       | Matt Earl Beesley | Spencer Hudnut                                               | 0,49 Mio.    |